# Long Sutton (Somerset)
Long Sutton è un villaggio e parrocchia civile dell'Inghilterra, appartenente alla contea del Somerset. Si trova a 4 miglia (6.4 km) a sud di Somerton, nel distretto del South Somerset.